# (10583) Kanetugu
(10583) Kanetugu (1995 WC4) – planetoida z pasa głównego asteroid okrążająca Słońce w ciągu 5,51 lat w średniej odległości 3,12 j.a. Odkryta 21 listopada 1995 roku.